# Сідней Лі (снукерист)
Сідней Лі (англ. Sydney Leeнар. 1911—†1986) — англійський колишній професіональний гравець в снукер та англійський більярд. Чотириразовий чвертьфіналіст чемпіонату світу зі снукеру. Працював рефері зі снукеру на турнірах Pot Black.

## Кар'єра
Лі мав значний успіх як любитель більярду. Він був віцечемпіоном на чемпіонаті імперії з більярду в Сіднеї 1931 року та переможцем, коли наступний захід відбувся, у Лондоні 1933 року. Також був віцечемпіон чемпіонату Англії серед любителів більярду 1929 року і 4 рази поспіль вигравав його в 1931—1934 роки